# Charles Louis Dieudonne Grandjean

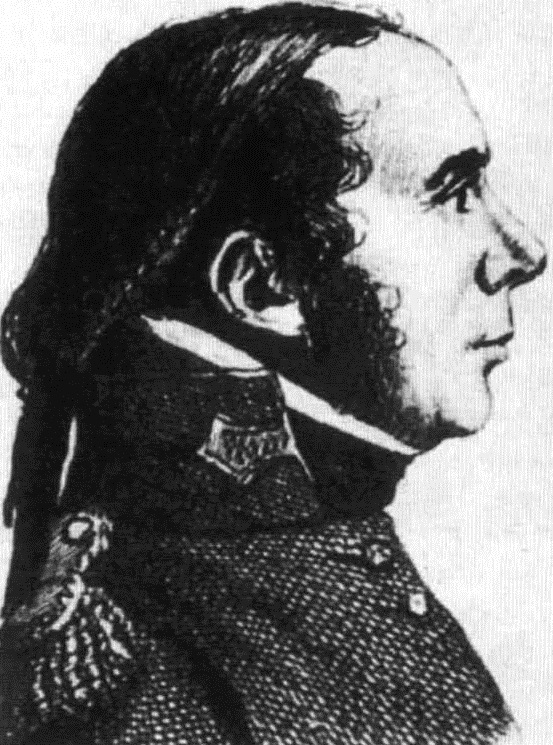
Charles Louis Dieudonne Grandjean

Charles-Louis-Dieudonné Grandjean (ur. 29 grudnia 1768 w Nancy, zm. 15 września 1828 w Nancy) – francuski generał w okresie od rewolucji francuskiej po wojny napoleońskie, baron Cesarstwa (31 stycznia 1810), Komandor Legii Honorowej (14 czerwca 1804).

## Kalendarium z okresurewolucjiiCesarstwa
- 11 maja 1792 – podporucznik 105. półbrygady piechoty
- 1792–1793 – w Armii Renu
- 21 maja 1793 – tymczasowy adiutant adiutanta generalnego Desaix’a
- 23 września 1793 – prowizoryczny szef batalionu (batalion grenadierów)
- 1793–1797 – w Armii Mozeli, następnie w Armii Renu
- 13 kwietnia 1794 – adiutant generalny szef brygady
- 26 marca 1799 – wyróżnił się w bitwie pod Pastrengo, zdobywając redutę austriacką; generał brygady – nominacja prowizoryczna dokonana na polu bitwy; dowódca brygady (dywizja awangardy gen. Delmasa – Armia Italii)
- 29 maja 1799 – dowódca brygady (Armia Neapolu), ranny w bitwie nad Trebbią
- 1800 – przejście do Armii Renu
- 12 kwietnia 1800 – dowódca brygady (1. dywizja gen. Delmasa)
- 8 czerwca 1800 – dowódca 1. dywizji (Armia Renu), uczestnik bitwy pod Hohenlinden
- 23 września 1801 – w 5. okręgu wojskowym
- 15 lutego 1803 – w 4. okręgu wojskowym
- 27 marca 1803 – komendant 25. okręgu wojskowego
- 1 lutego 1805 – generał dywizji
- 31 sierpnia 1805 – dowódca 2. dywizji (Korpus Rezerwy)
- 1806 – 1807 – w VIII Korpusie marsz. Mortiera, uczestnik oblężenia Gdańska i Stralsundu
- czerwiec 1807 – w Korpusie Obserwacyjnym Pomorza marsz. Brune
- listopad 1807 – dowódca wojsk Konfederacji Reńskiej na Pomorzu
- 10 lipca 1808 – powrót do Paryża
- 9 września 1808 – dowódca 3. dywizji piechoty (III Korpus – Armia Hiszpanii)
- 23 listopada 1808 – dowódca 4. dywizji (III Korpus – Armia Hiszpanii) w bitwie pod Tudelą
- 24 listopada 1808 – dowódca 1. dywizji (III Korpus – Armia Hiszpanii), uczestnik II-go oblężenia Saragossy
- 1 kwietnia 1809 – w Armii Niemiec
- 21 kwietnia 1809 – komendant Landshut
- 23 maja 1809 – dowódca 3. dywizji piechoty (II Korpus – Armia Niemiec), ranny w bitwie pod Wagram
- 15 maja 1810 – komendant 14. okręgu wojskowego
- 12 maja 1811 – zastępca komendanta Gdańska
- 1 września 1811 – dowódca 7. dywizji piechoty „niemiecko-polskiej” (Korpus Obserwacyjny Łaby marsz. Davouta)
- 1 kwietnia 1812 – dowódca 7. dywizji piechoty (I Korpus marsz. Davouta)
- czerwiec 1812 – 13 stycznia 1813 – dowódca 7. dywizji piechoty (X Korpus marsz. Macdonalda)
- 2 stycznia 1814 – dowódca 7. dywizji piechoty (X Korpus marsz. Macdonalda), uczestnik obrony Gdańska, po kapitulacji miasta wzięty do niewoli
- 6 kwietnia 1815 – dowódca 17. dywizji piechoty (V Korpus – Armia Renu)